# Antarctosaurus
 Antarctosaurus  ist eine Gattung sauropoder Dinosaurier aus der Gruppe der Titanosauria.
Bisher ist ein fragmentarisches Skelett bekannt, das aus der Oberkreide (frühes Campanium) Argentiniens stammt und aus Teilen des Schädels und des Restskeletts besteht. Dieses Skelett wurde 1916 entdeckt und 1929 von dem deutschen Paläontologen Friedrich von Huene erstmals wissenschaftlich beschrieben. Als Typusart benannte von Huene Antarctosaurus wichmannianus. Im selben Jahr beschrieb von Huene eine weitere Art, die er wegen der gigantischen Größe der Knochen Antarctosaurus giganteus nannte.
Seitdem wurden drei weitere Arten aus Indien, Kasachstan und Brasilien beschrieben, von denen jedoch, wie spätere Studien zeigten, keine tatsächlich zu Antarctosaurus gehört.
Der Name Antarctosaurus (gr. ant- (anti) – „Gegenteil“, arktos – „nördlich“, saura – „Echse“) bedeutet so viel wie „Echse gegenüber vom Norden“ und weist auf den Fundort in Südamerika, einem Kontinent der südlichen Hemisphäre. Der Name hat zwar die gleiche Herkunft wie der Name Antarktika, verweist jedoch nicht auf diesen Kontinent.

## Systematik
Die systematische Position von Antarctosaurus wichmannianus war seit der Erstbeschreibung durch von Huene umstritten. Von Huene hielt diese Gattung für einen Titanosaurier, stellte aber fest, dass der Schädel und insbesondere die Kieferknochen und Zähne deutliche Ähnlichkeiten mit Diplodociden wie Diplodocus aufwiesen: So waren die Zähne stiftartig und nach vorne geneigt, während die Zahnreihen kurz und auf den vordersten Abschnitt der Kiefer beschränkt waren. Werner Janensch (1929) vermutete aufgrund dieser Befunde, dass die Titanosauridae und die Diplodocidae eng miteinander verwandt waren – diese Hypothese wurde erst Ende der 1990er Jahre in Zweifel gezogen. Nach seiner Erstbeschreibung wurde Antarctosaurus wichmannianus von verschiedenen Autoren entweder innerhalb der Titanosauridae oder, aufgrund der Schädelmerkmale, innerhalb der Diplodocoidea eingeordnet. Erschwerend kommt hinzu, dass nicht klar ist, ob der Schädel und das Restskelett tatsächlich zum selben Individuum gehören, wie es von Huene vermutete, da die Fundlage der Knochen nicht dokumentiert ist. Heute wird vermutet, dass die Schädel von Titanosauriern und Diplodocoideen unabhängig voneinander eine ähnliche Morphologie entwickelten (konvergente Evolution). So gelten die Titanosaurier heute als Verwandte der Brachiosauridae und werden innerhalb der Macronaria klassifiziert.
Mittlerweile besteht Konsens, dass Antarctosaurus innerhalb der Titanosauria einzuordnen ist. Upchurch und Kollegen (2004) vermuten, dass es sich um einen abgeleiteten (modernen) Titanosaurier innerhalb der Lithostrotia handelte. Wilson (2005) klassifiziert Antarctosaurus innerhalb der Nemegtosauridae, zusammen mit Gattungen wie Nemegtosaurus, Quaesitosaurus und Rapetosaurus.

## Forschungsgeschichte und Arten

### Antarctosaurus wichmannianus
Antarctosaurus wichmannianus ist die Typusart und die einzige Antarctosaurus-Art, die als gültig anerkannt wird. Das fragmentarische Skelett wurde 1916 von Wichmann bei General Roca in der Argentinischen Provinz Río Negro entdeckt, die Gesteine des Fundorts gehören stratigraphisch zur Río-Colorado-Formation. Friedrich von Huene untersuchte die Überreste zwischen 1923 und 1926 in Buenos Aires und beschrieb sie 1929 als Antarctosaurus; das Artepitheth wichmannianus ehrt Wichmann, dem Finder des Skeletts.
Der Fund umfasst den hinteren Abschnitt des Schädels inklusive nahezu vollständigem Hirnschädel, isolierten Kieferfragmenten sowie weiteren isolierten Schädelknochen, inklusive Schuppenbein (Squamosum), Scheitelbein (Parietale), Quadratbein (Quadrate), und Stirnbein (Frontale). Überreste des Restskeletts schließen einen Halswirbel, Schwanzwirbel, Rippen, Schulterblatt (Scapula), Teile des rechten Vorderbeins inklusive eines fragmentarischen Oberarmknochen (Humerus), Teilen von Elle (Ulna) und Speiche (Radius) sowie ein fragmentarisches Handskelett, Beckenknochen inklusive teilweisem Darmbein (Ilium), Sitzbein (Ischium) und teilweisem Schambein (Pubis), sowie das linke Hinterbein inklusive Oberschenkelknochen (Femur), Schienbein (Tibia), Sprungbein (Astragalus), Fersenbein (Calcaneus) und Mittelfußknochen mit ein.

### Antarctosaurus giganteus
Nach der Beschreibung der Gattung Antarctosaurus mit der Typusart Antarctosaurus wichmannianus beschrieb von Huene noch im selben Jahr eine weitere Art, die er wegen ihrer enormen Größe Antarctosaurus giganteus nannte. Diese Art ist lediglich durch sehr fragmentarische Überreste bekannt und wird von vielen Forschern als Nomen dubium (zweifelhafter Name) betrachtet. Funde stammen aus der Río-Neuquén-Formation aus der argentinischen Provinz Neuquén und werden auf das späte Coniacium bis frühe Santonium datiert.
Die berühmtesten Knochen von Antarctosaurus giganteus sind zwei riesige Oberschenkelknochen (Femora), von denen der längste 2,35 Meter misst. Damit gehört Antarctosaurus giganteus zu den größten bekannten Sauropoden überhaupt. Forscher um Gerardo Mazzetta (2004) schätzen das Gewicht dieser Art auf 69 Tonnen, die Typusart Antarctosaurus wichmannianus wird derweil auf 34 Tonnen Gewicht geschätzt.

### "Antarctosaurus" septentrionalis(=Jainosaurus)
1933 beschrieben von Huene und Matley eine weitere Antarctosaurus-Art aus der Lameta-Formation von Indien – Antarctosaurus septentrionalis. Heute werden diese Überreste einer eigenen Gattung, Jainosaurus, zugeschrieben.

### "Antarctosaurus" jaxartensis
Diese Art benannte der sowjetische Paläontologe Anatoly Riabinin im Jahr 1939 anhand eines isolierten Oberschenkelknochen aus Kasachstan. Heute als Nomen dubium geführt, gehört dieser Knochen mit hoher Wahrscheinlichkeit nicht zu Antarctosaurus.

### "Antarctosaurus" brasiliensis
"Antarctosaurus" brasiliensis basiert auf zwei fragmentarischen Beinknochen und einem teilweisen Wirbel aus der Bauru-Formation von Brasilien, die 1971 von Arid und Vizzotto beschrieben wurden. Auch diese Art gilt als Nomen dubium.